# Vitreux
Vitreux è un comune francese di 280 abitanti situato nel dipartimento del Giura, nella regione della Borgogna-Franca Contea.

## Società

### Evoluzione demografica
Abitanti censiti